# بیدفورد استایوسانت
بیدفورد-استایوسانت، به‌طور عام به نام بد-استایو شناخته می‌شود، یک محله در بخش شمالی منطقه نیویورک سیتی در بروکلین است. بیدفورد-استایوسانت از خیابان فلاشینگ از شمال (مرز با ویلیامزبرگ)، خیابان کلاسون از غرب (مرز با کلینتون هیل)، برادوی از شرق (مرز با بوشویک و ایست نیویورک)، و خیابان آتلانتیک از جنوب (مرز با کرون هایتس و برونزویل) محدود است. خیابان خرید اصلی، خیابان فولتون، به طول شرقی–غربی در محله کشیده شده و با خیابان‌های پرترافیک شمالی–جنوبی مانند خیابان بیدفورد، خیابان نوستراند و خیابان استایوسانت تلاقی می‌کند. بیدفورد-استایوسانت شامل چهار محله کوچکتر است: بیدفورد، استایوسانت هایتس، اوشن هیل و ویکسوویل (که بخشی از کرون هایتس نیز است). بخشی از کلینتون هیل زمانی به عنوان بخشی از بیدفورد-استایوسانت در نظر گرفته می‌شد.
بیدفورد-استایوسانت بزرگ‌ترین مجموعه معماری ویکتوریایی سالم و عمدتاً دست نخورده در ایالات متحده را دارد، با حدود ۸٬۸۰۰ ساختمان ساخته شده پیش از سال ۱۹۰۰. موجودی ساختمان‌های آن شامل بسیاری از براؤنستون‌های تاریخی است که برای طبقه متوسط بالای در حال رشد از دهه ۱۸۹۰ تا اواخر دهه ۱۹۱۰ ساخته شده‌اند. این ساختمان‌ها دارای جزئیات تزئینی بسیار در سراسر داخلی خود هستند و عناصر معماری کلاسیک مانند براکت‌ها، کوییین‌ها، فلوتینگ، فینیل‌ها و تزئینات پیچیده در تاج و گیره‌ها دارند.
از اواخر دهه ۱۹۳۰، این محله به یک مرکز فرهنگی بزرگ برای جمعیت آفریقایی-آمریکایی بروکلین تبدیل شده است. پس از ساخت خط متروی فولتون استریت در سال ۱۹۳۶، آفریقایی-آمریکایی‌ها برای دسترسی به مسکن بیشتر از هارلم شلوغ به بیدفورد-استایوسانت مهاجرت کردند. از بیدفورد-استایوسانت، آفریقایی-آمریکایی‌ها به مناطق اطراف بروکلین مانند ایست نیویورک، کرون هایتس، برونزویل و فورت گرین مهاجرت کردند. از اوایل دهه ۲۰۰۰، بیدفورد-استایوسانت دستخوش گنجالتی معنادار شده است که منجر به تغییرات جمعیتی چشمگیر همراه با افزایش اجاره‌ها و قیمت‌های املاک شده است.
بیدفورد-استایوسانت عمدتاً جزئی از منطقه ۳ بروکلین است. کدپستی‌های اصلی آن ۱۱۲۰۵، ۱۱۲۰۶، ۱۱۲۱۶، ۱۱۲۲۱، ۱۱۲۳۳ و ۱۱۲۳۸ است. بیدفورد-استایوسانت توسط حوزه‌های ۷۹ و ۸۱ از اداره پلیس نیویورک سیتی تحت مراقبت است. از نظر سیاسی، این محله توسط شورای شهر نیویورک در منطقه ۳۶ نمایندگی می‌شود.